# ライモ・カングロ
ライモ・カングロ（Raimo Kangro, 1949年9月21日 - 2001年2月4日）は、エストニアの作曲家。
タルトゥ出身。1973年よりタリン国立音楽大学（現在のエストニア音楽アカデミー）でヤーン・ラーツとエイノ・タンベルクに作曲を学んだ。1975年から1976年までエストニア放送の音楽ディレクターを務め、1977年から1985年までエストニア・ソビエト社会主義共和国作曲家連盟の顧問を務めた。1989年からエストニア音楽アカデミーの教壇に立ち、1993年に教授となった。また同年にはエストニア音楽財団の理事長に就任した。
1982年にエストニア・ソビエト社会主義共和国国家賞を受賞し、1984年にエストニア人民芸術家の称号を得、1996年にはエストニア共和国文化賞を受賞した。
作風は力強いリズムと美しいメロディーが特徴である。

## 作品

### 管弦楽曲
- アーカス（虹）
- ピアノ協奏曲第1番
- ピアノ協奏曲第2番
- 2台のピアノのための協奏曲
- フルート協奏曲
- ヴァイオリン協奏曲
- ファゴット協奏曲

### マンドリンオーケストラ
- クリッキング・シンフォニー

### 室内楽曲
- ピアノ・トリオ
- フルートとギターのためのアラ・シンチェローネ

### 声楽曲
- カンタータ『ガウデオ』
- オラトリオ『クレド』